# 我的新野蛮女友
《我的新野蛮女友》（英語：My New Sassy Girl）是由韩国SHINCINE、北京摩天轮文化传媒有限公司、浙江星河文化经纪有限公司、浙江恒扬文化传媒有限公司中韩合拍的爱情喜剧电影。
该片由赵根植执导，宋茜、车太贤、藤井美菜、崔镇鎬、裴晟祐等主演 ；该片已经于2014年9月于釜山开机；影片于2016年4月22日在中国公映；韩语版于2016年5月12日在韩国上映。
影片讲述了男主人公牵牛（车太贤飾）在遭逢失恋打击后，偶遇中国籍的“新”野蛮女友星星（宋茜飾）婚后历经“考验”的爆笑经历。

## 剧情
讲述了男主人公牽牛（車太鉉饰）与新“野蛮”女友星星（宋茜饰）从相恋到结婚的浪漫经历。片中宋茜饰演牽牛的小学初恋星星，由于韩语不流利常常被周围同学欺负。牽牛最初仍无法忘记分手离别的前任“她”，但有一天命运般地遇见初恋星星后，便不顾身边人的反对和她走进婚姻殿堂，没想到摆在他面前的却是超出想象的烦恼。

## 演員表
| 演員                    | 角色     | 描述 |
| ----------------------- | -------- | --- |
| 宋茜 （童年：庾恩美）   | 星星     | 野蛮女友，牵牛的小学初恋，由于韩语不流利常常被周围同学欺负。星星是牵牛的初恋，其洒脱爽朗的性格，在分别多年后，依然令牵牛念念不忘。                                                                             |
| 車太鉉 （童年：严智星） | 牽牛     | 牵牛在遭逢失恋打击后，偶遇“新”野蛮女友并与之展开甜蜜新婚生活。牵牛最初仍无法忘记分手离别的前任“她”，但有一天命运般地遇见初恋星星后，便不顾身边人的反对和她走进婚姻殿堂，没想到摆在他面前的却是超出想象的烦恼。 |
| 藤井美菜                | 花子     | 牵牛的仰慕者 |
| 崔镇鎬                  | 金专务   | 牵牛公司老板 |
| 裴晟佑                  | 勇燮     | 牵牛同事 |
| 宋玉淑                  | 牵牛母亲 | 与星星上演婆媳大作战 |
| 王志强                  | 星星外公 | |
| 郑硕溶                  | 星星叔父 | |

## 电影原声带
| 曲序 | 曲目           |      | 作曲   | 编曲   | 演唱者 |
| ---- | -------------- | ---- | ------ | ------ | ------ |
| 1.   | 《》（主題曲） | 阿怪 | 金亨锡 | 钟兴民 | 张信哲 |
| 2.   | 《》（推广曲） |      | 金亨锡 |        | 宋茜   |
| 3.   | 《》（插曲）   |      | 金亨锡 |        | 汪苏泷 |

## 制作

### 创作背景
《我的新野蛮女友》是2014年7月中国国家新闻出版广电总局与韩国文化体育观光部签署电影共同制作《中韩电影合拍协议》后，中韩两国合拍的第一部电影。中韩合拍的该电影由曾制作电影《我的野蛮女友》的公司再次制作，原班人马打造，因此被称为唯一的“正统续集”；也正因此，片方才能请到车太鉉再次演绎屌丝男友牵牛这个经典角色；但是跟《我的野蛮女友》不同，《我的新野蛮女友》的故事另起炉灶，角色变化很大，片中男女主角不再是未婚恋人，而变成了一对居家夫妻。 

### 拍摄过程
- 《我的新野蛮女友》于2014年9月在釜山开机，2014年11月在中国山东威海南海新区举行中国开机新闻发布会，2015年1月正式杀青。
- 影片在韩国庆尚南道梁山韩医院拍摄主演车太鉉和宋茜长大后重逢的第一场戏。
- 影片在中国拍摄取景路线从濒临黄海的威海，到西南内陆的丽江；在威海市的拍摄部分，威海南海的金色沙雕、南海公园、万亩松林都成为了取景内容；而丽江也是影片的一处重要拍摄地，牵牛和“新”野蛮女友造访茶马古道，与一段隐秘的家族旧事有关。[1][2]

### 后期制作
- 《我的新野蛮女友》分为韩国版与中国版（配音）。
- 《我的新野蛮女友》由韩国金牌作曲人金亨锡担当音乐总导演（代表作《I believe》-《我的野蛮女友》原声带），负责原声带制作。

## 早期宣传
- 2016年3月1日，《我的新野蛮女友》剧组在北京举办“十万个你错了吗”定档发布会，主演宋茜、车太贤、美菜出席，影片正式定档2016年4月22日，并公开正式版预告片。
- 2016年3月8日，《我的新野蛮女友》发布“超级反转”海报。
- 2016年3月16日，《我的新野蛮女友》发布“秒杀”版海报和“秒杀”版预告。
- 2016年3月21日，发布了“满屏皆污”特辑预告片。
- 2016年3月28日，《我的新野蛮女友》剧组在北京举办主题曲发布会，主演宋茜、歌手张信哲、汪苏泷到场参加，正式宣布电影《我的新野蛮女友》主题曲由张信哲演唱，并于当天全网上线。
- 2016年4月6日，《我的新野蛮女友》在首尔建大举办制作报告会，主演宋茜、车太贤、裴晟祐出席。
- 2016年4月7日，片方发布“夫妻小剧场”版病毒海报，海报中男女主化身“变装”小夫妻，穿越到中国戏曲、埃及艳后、花样年华三个不同的情境中玩起“角色扮演”。
- 2016年4月12日，宋茜为电影演唱的推广曲女生告白版正式发布MV及歌曲。
- 2016年4月19日，《我的新野蛮女友》剧组在北京举办“千里撩夫”发布会，主演宋茜、车太贤、美菜、王志强、歌手汪苏泷出席。
- 2016年4月19日，《我的新野蛮女友》北京首映礼，主演宋茜、车太贤、美菜出席。
- 2016年4月27日，宋茜、车太贤、裴晟出演MBC《黄金渔场-》。

## 票房
中国大陆首周3天获得2400万人民币列第五位。